# نور (شهر فرانسوی)
نُوِر (به فرانسوی: Nevers) کمونی در مرکز فرانسه که در دپارتمان نی‌یور در ناحیه‌ بورگونی-فرانش-کنته واقع شده است. با جمعیتی بالغ بر ۳۵۳۲۷ نفر (بر اساس سرشماری ۲۰۱۲)

## خصوصیات
نُوِر ۱۷٫۳۳ کیلومترمربع مساحت و ۴۳٬۰۸۲ نفر جمعیت دارد و ۱۸۰ متر بالاتر از سطح دریا واقع شده‌است.

## شهرهای خواهرخوانده
نور خواهرخوانده شهرهای:
| - کوبلنتس، آلمان - ارژیبت‌واروش، بوداپست، مجارستان - منتووا، ایتالیا - ماربلا، اسپانیا - سنت آلبنز، بریتانیا | - لوند، سوئد - استاوروپولی، یونان - اسمره، اریتره - شدیلچه، لهستان - سرمسکا میتروویسا، صربستان | - کورتا ده ارجش، رومانی - تایجو، چین - شارلویل-مزیر، فرانسه - الحمامات، تونس - نویبرندنبورگ، آلمان |